# Madame de...
Madame de... (br.: Desejos proibidos) é um filme de drama romântico franco-italiano de 1953, dirigido por Max Ophüls.
Esta película é considerada uma obra-prima do cinema francês na década de 1950. Ophüls conta que a construção da história o atraiu (em tradução livre/aproximada a partir do inglês): "existe sempre o mesmo eixo em torno de cada ação que volta sempre como um carrossel. Um minúsculo, pouco visível eixo: um par de brincos".
O título original diferente reflete o fato de que o sobrenome da personagem principal - o mesmo de seu marido - nunca é ouvido ou lido na tela. Nas poucas ocasiões em que poderia ser revelado, há barulho ou corte da câmera.

## Sinopse
- Charles Boyer...General André de…
- Danielle Darrieux...Condessa Louise de…
- Vittorio De Sica...Barão Fabrizio Donati
- Jean Debucourt...Senhor Rémy, joalheiro
- Jean Galland...Senhor de Bernac
- Mireille Perrey...criada da condessa
- Paul Azaïs...Primeiro cocheiro
- Josselin
- Hubert Noël...Henri de Maleville
- Lia Di Leo...Lola, amante do general

Em 1892, a Condessa Louise é uma dama aristocrática da Belle Époque que vive em Paris, casada sem amor com o general André. Ela é bonita mas frívola e superficial e que acaba se endividando sem que o marido saiba. Para conseguir dinheiro, ela vende um par de brincos ao joalheiro do marido, e diz ao general que os perdeu. O marido publica um anúncio sobre o roubo das joias, o que leva a que o joalheiro o procure e conte sobre a mentira da esposa. O general então os compra e os dá de presente a uma amante que viaja até Constantinopla. O brinco acaba sendo vendido e o diplomata italiano, Barão Fabrizio Donati, se torna o novo proprietário. Ao se estabelecer na embaixada parisiense, o barão conhece Louise e passa a tentar conquistá-la. O general percebe o interesse do homem mas mantém as aparências, avisando-o que a esposa costuma dar falsas esperanças a seus pretendentes. Mas quando Louise exibe novamente os brincos, dizendo que os achara, o general percebe que o caso entre os dois avançou muito e resolve confrontá-los.

## Produção
A relação amorosa do casal adúltero é mostrada como crescente em uma edição que reúne várias cenas de bailes. Em cada encontro, o barão pergunta à Louise sobre o marido que estava ausente. Essa sequência, com mobiliário e vestuários brilhantes, com a câmera em movimento, é um celebrado exemplo da técnica do diretor Ophüls.
A abordagem original de Ophüls pretendia que as cenas fossem filmadas através de espelhos na parede e outras locações. Os produtores rejeitaram a ideia.
Após a experiência com as filmagens de La ronde, Ophüls estava determinado a ficar dentro dos limites do orçamento e da programação e fez extensa preparação durante a pré-produção, tendo conseguido antes dos prazos. Ele trabalhou próximo ao diretor artístico Georges Annekov na criação da atmosfera apropriada para o filme, inclusive no design dos brincos. As joias ficaram em exibição por muitos anos nos estúdios da Franco-London-Film.
O roteiro ficou consideravelmente diferente do conto de Vilmorin e Ophüls comentou que "além dos brincos, restou muito pouco do conto no filme...[apenas] a vida sem sentido da mulher ". Ophüls conversava reservadamente com Danielle Darrieux nos intervalos das tomadas e lhe pedia que retratasse o vazio da personagem. No início Ophüls ficava embaraçado de dirigir Vittorio De Sica em respeito ao trabalho dele também na direção, mas durante a produção os dois se tornaram amigos. Darrieux, Charles Boyer e Annekov tinham atuados juntos no filme de 1936 Mayerling, no que fora o primeiro papel da atriz.

## Recepção
O filme teve críticas mistas em seu lançamento mas a reputação cresceu com o tempo. Ele foi relançado na Inglaterra em 1979, onde foi redescoberto como uma obra-prima. Derek Malcolm o elogiou como sendo (tradução livre/aproximada como as demais): "um supremo exemplar de trabalho cinematográfico que dificilmente dá um passo em falso por duas horas...uma magnífica e absolutamente atemporal dissecação da paixão e afeição, o jogo da vida e do amor em si". Lindsay Anderson criticou o filme afirmando que "a câmera nunca para; cada cena tem uma tensão de um truque de ilusionismo. A prestidigitação é deslumbrante, mas de fatal distraimento...Com um suave e engenhoso fluxo de imagens brilhantes que se opõe diametralmente à Madame da prosa de Vilmorin, ele usa o filme como uma desculpa para uma sucessão de ambientes de rica decoração...E com todo esse visual fru-fru não surpreende que os personagens fiquem perdidos e o desenvolvimento do drama interior é quase completamente não observável". François Truffaut escreveu que esse filme é muito similar ao anterior do diretor Liebelei: "a última meia-hora, o duelo e o encerramento, é uma refilmagem pura e simples ". Jacques Rivette elogiou o filme, classificando-o de "um trabalho difícil, no sentido mais amplo da palavra, desde a escrita, quando tudo tem o objetivo de desconcertar, distrair a plateia daquilo que é essencial através da acumulação de ações secundárias, voltas erradas, repetições e atrasos; um trabalho no qual o pitoresco se esforça para esconder o patético".
Molly Haskell chamou o filme de obra-prima com seguidores que com o passar dos anos o consideram "cult". Haskell tinha afirmado que o filme não era reverenciado como outros por causa da orientação feminina da trama. Richard Roud disse que a obra de Ophüls é sobre "mulheres. Mais especificamente, mulheres apaixonadas. Na maioria das vezes,mulheres que são infelizes no amor, ou a quem o amor trouxe infelicidades de um tipo ou outro".

## Óscar
Em 1954, Georges Annenkov e Rosine Delamare foram indicados ao Óscar por "Melhores Figurinos em Preto e Branco" mas perderam para Edith Head em Sabrina.